# 달려라 코바
《달려라 코바》는 니다엔터테인먼트가 개발한 컴퓨터 게임 프로그램의 하나이자, 1994년 지상파에서 방영이 시작되어 1996년에 종영된 SBS 방송 프로그램의 이름이다. SBS에서는 매주 월∼목요일 오후 6시 45분, 금요일 오후 6시 25분에 <생방송 달려라 코바>라는 이름으로 방영되었다. 어린이와 청소년이 주된 시청층이었다.
시청자 전화 연결 게임 프로그램으로 알려져 있으며 전화기의 숫자 버튼을 통해 텔레비전으로 게임을 진행하였다. 1995년 당시 MC는 김예분이다.

## 같이 보기
- 생방송 게임천국 (KBS, 1994 ~ 1996년)